# 氟化二氨銀
氟化二氨銀（英語：silver diammine fluoride，SDF）是用于治疗和预防蛀牙以及治疗牙齿敏感的药物。也有助于辨别蛀牙。治療時，直接塗在牙齿上。可能比含氟塗料更有效。
副作用包括蛀牙處會永久变黑，及有個金属味。虽然可能會皮肤染色，但只是暂时現象。儿童每年使用两次時，發生氟牙症的风险较低。它含有銀、氟和氨离子。作用機轉是阻塞牙本質小管，杀死细菌，并改善牙齿的再礦化。
氟化二氨銀于 20 世纪 60 年代在日本取得醫療使用取可，2014 年在美国取得醫療使用取可。 名列世界卫生组织基本药物标准清单。